# Amherst (Massachusetts)
Amherst (Aussprache: æmərst) ist eine Stadt in den Vereinigten Staaten von Amerika im Hampshire County im Westen des US-Bundesstaates Massachusetts. Das U.S. Census Bureau hat bei der Volkszählung 2020 eine Einwohnerzahl von 39.263 ermittelt.
Die Stadt liegt am Talrand des Connecticut River (Pioneer Valley).  Sie war von 1950 (10.856 Einwohner) bis 1990 auf über 35.000 Einwohner angewachsen. Die Stadt gilt, wie auch das Pioneer Valley allgemein („Happy Valley“), im Vergleich zu anderen Gegenden der USA als überwiegend progressiv oder politisch links (englisch: liberal), wofür sie besonders von Kritikern manchmal mit dem Spitznamen „Volksrepublik Amherst“ (People’s Republic of Amherst) bezeichnet wird.
Die Stadt ist vor allem bekannt als Standort dreier renommierter Hochschulen – der University of Massachusetts Amherst, des Amherst College und des Hampshire College – und als Geburts-, Wohn- und Sterbeort der amerikanischen Dichterin Emily Dickinson (1830–1886).

## Geschichte

### Geschichte bis 1800
Bis ins 17. Jahrhundert war das spätere Amherst Jagdgebiet des indianischen Stammes Norwottuck. Er schlug in dieser Gegend vor allem sein Winterquartier auf, da der Wald reichlich Rinde zum Bau von Unterkünften und die Bäume und der unebene Grund mehr Schutz vor dem Wetter boten als die nahe Ebene des Connecticut-River-Tals. Die Norwottuck-Indianer sammelten hier in der Jahreszeit, die sich nicht für den Feldbau eignete, Früchte und Nüsse und gingen auf die Jagd. Tauschhandel wurde mit den Stämmen im Süden und Norden betrieben.

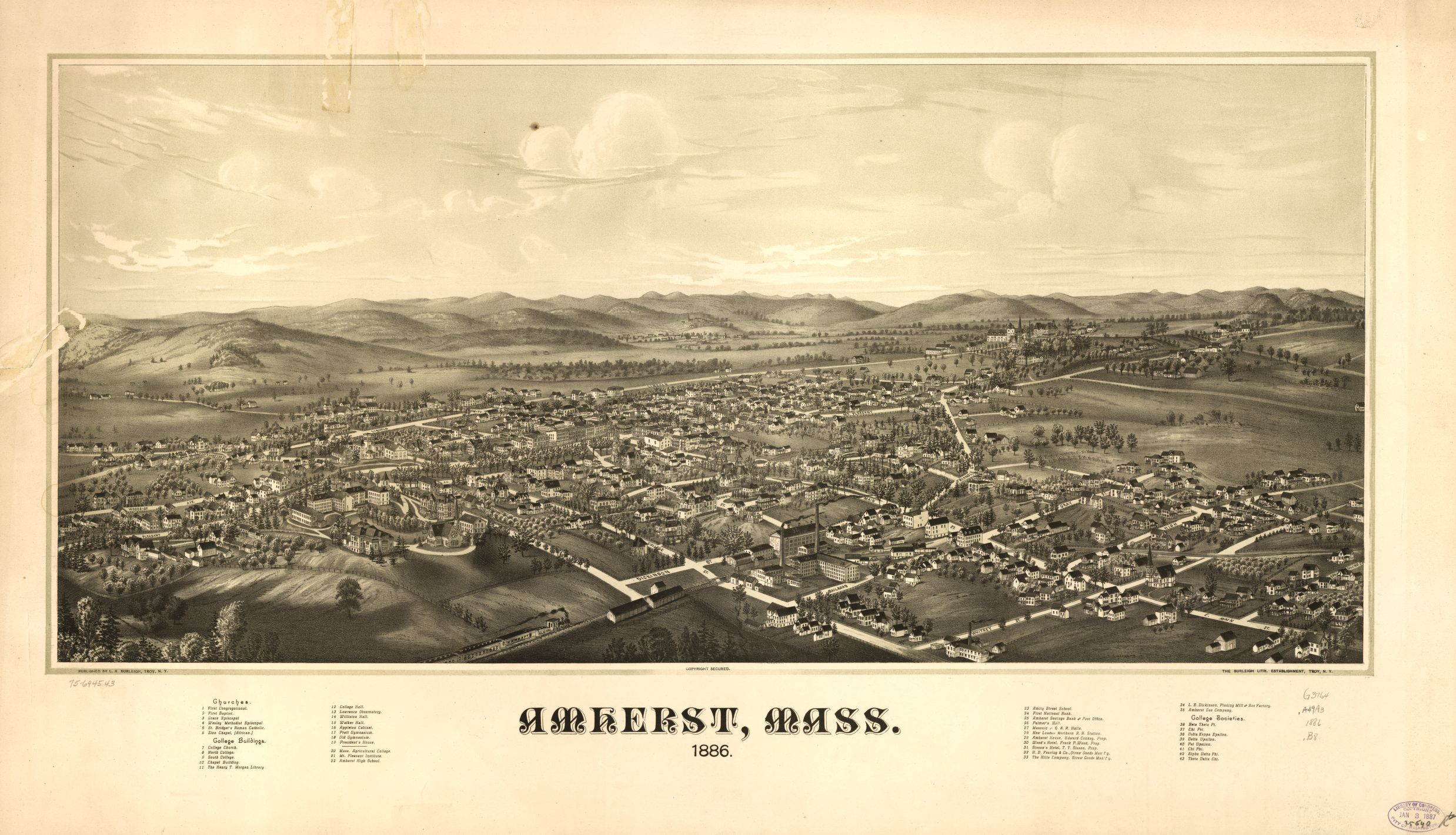
Amherst 1886

In den 1630er Jahren zogen englische Siedler den Connecticut River hinauf und ließen sich an seinen Ufern nieder. Die Indianer betrieben mit den Siedlern zunächst noch Pelzhandel. 1658 schloss der Engländer John Pynchon von Springfield mit drei Indianern, die als Anführer Umpanchla, Quonquont and Chickwolopp bezeichnet wurden, einen Kaufvertrag; gegen 400 Meter Perlenketten, einen großen Mantel und mehrere kleinere Geschenke erhielt Pynchon demzufolge ein Gebiet, das unter anderem auch das heutige Amherst umfasste. Verhandlungsversuche der Indianer, ihre Maisfelder zu behalten, schlugen fehl: 1659 wurde im Südwesten des heutigen Amherst von Siedlern die Ortschaft Hadley gegründet, 1662 wurde das Gebiet der neugeschaffenen Hampshire County (vorher Middlesex County) untergeordnet, und bis kurz nach 1700 waren die Indianer aus dem Gebiet um Amherst vertrieben. 1703 wurde daraufhin das Siedlungsgebiet um Hadley aufgeteilt und per Lotterie in neun Ziehungen 1703 bis 1745 an erwachsene Männer und wenige Witwen vergeben. Die ersten Häuser auf dem Gelände des späteren Amherst wurden vermuten bis 1730 gebaut, 1742 wurde ein eigenes Gebäude für Zusammenkünfte der Siedler errichtet. In den 50er Jahren des 18. Jahrhunderts wurde eine vom heutigen Stadtzentrum nach Süden reichende Rasenfläche für privaten oder besonderen Gebrauch (public or particular use) reserviert, die ab dem 19. Jahrhundert für Paraden, Feierlichkeiten und Rinderschauen genutzt werden würde.
1759 wurde die ursprünglich „Hadley East“ (Ost-Hadley) oder „Third Precinct“ (dritter Bezirk) genannte Siedlung zur eigenständigen Kleinstadt erhoben und erhielt einen eigenen Namen. Benannt wurde sie nach dem damals weithin bekannten britischen Feldmarschall und späteren Lord Jeffrey Amherst; der Name wurde vom zuständigen Kolonialgouverneur bestimmt, wohingegen die damalige Bevölkerung der Stadt den indianischen Namen Norwottuck bevorzugt haben soll, den heute noch ein Berg im Süden von Amherst trägt.
1786/1787 nahmen viele Einwohner der Stadt an Shays Aufstand teil, einem Aufstand in West-Massachusetts gegen hohe Schulden und Steuern. Ende Januar/Anfang Februar zog die Armee des Gouverneurs unter General Benjamin Lincoln durch Amherst, soll aber kaum jemand in der Stadt angetroffen haben, da die Einwohner sich großenteils den Aufständischen angeschlossen hatten.
Laut einer Volkszählung lebten im Jahr 1790 bereits 1231 Menschen in Amherst, etwa gleich viele männliche und weibliche Bewohner; ein gutes Viertel der Bewohner waren Jungen bis 16 Jahre (keine gesonderten Daten für Mädchen).

### Die Hochschulen
In Amherst gibt es drei Hochschulen. Als drittältestes College von Massachusetts (nach der Harvard-Universität und dem Williams College) wurde 1821 das private Amherst College gegründet, das zu den berühmtesten Liberal-Arts-Colleges der USA zählt. Seine größtenteils durch rote Backsteinwände und weiße Tür- und Fensterrahmen gekennzeichneten Gebäude stehen unmittelbar neben dem Zentrum von Amherst.
1863 wurde die staatliche University of Massachusetts Amherst (kurz UMass Amherst) als Agrarhochschule ins Leben gerufen, die in der ersten Hälfte des 20. Jahrhunderts zu einem allgemeinen College wurde und 1947 ihren heutigen Namen erhielt. Sie ist heute sowohl von ihren Studentenzahlen als auch ihren Bauten und ihrer Grundfläche deutlich größer als das Amherst College; dadurch prägt sie Amherst trotz der größeren Entfernung vom Zentrum – etwa ein Kilometer – stark. Ihre 1960er- und 1970er-Jahre-Bauten können sich nach heute vorherrschendem Geschmack allerdings nicht mit dem repräsentativen Amherst College messen.
1965 wurde im Südsüdwesten von Amherst, außerhalb des bebauten Stadtgebietes, als Experiment einer alternativen Hochschule das Hampshire College gegründet.

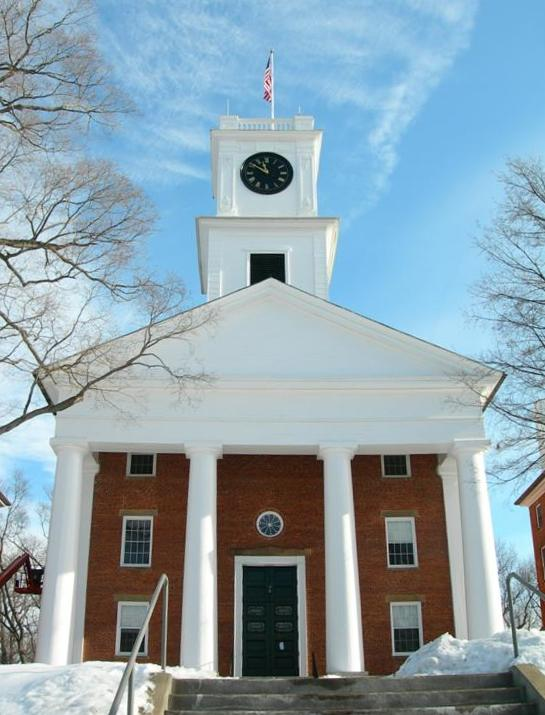
Amherst College: Johnson-Kapelle (1826–1827)
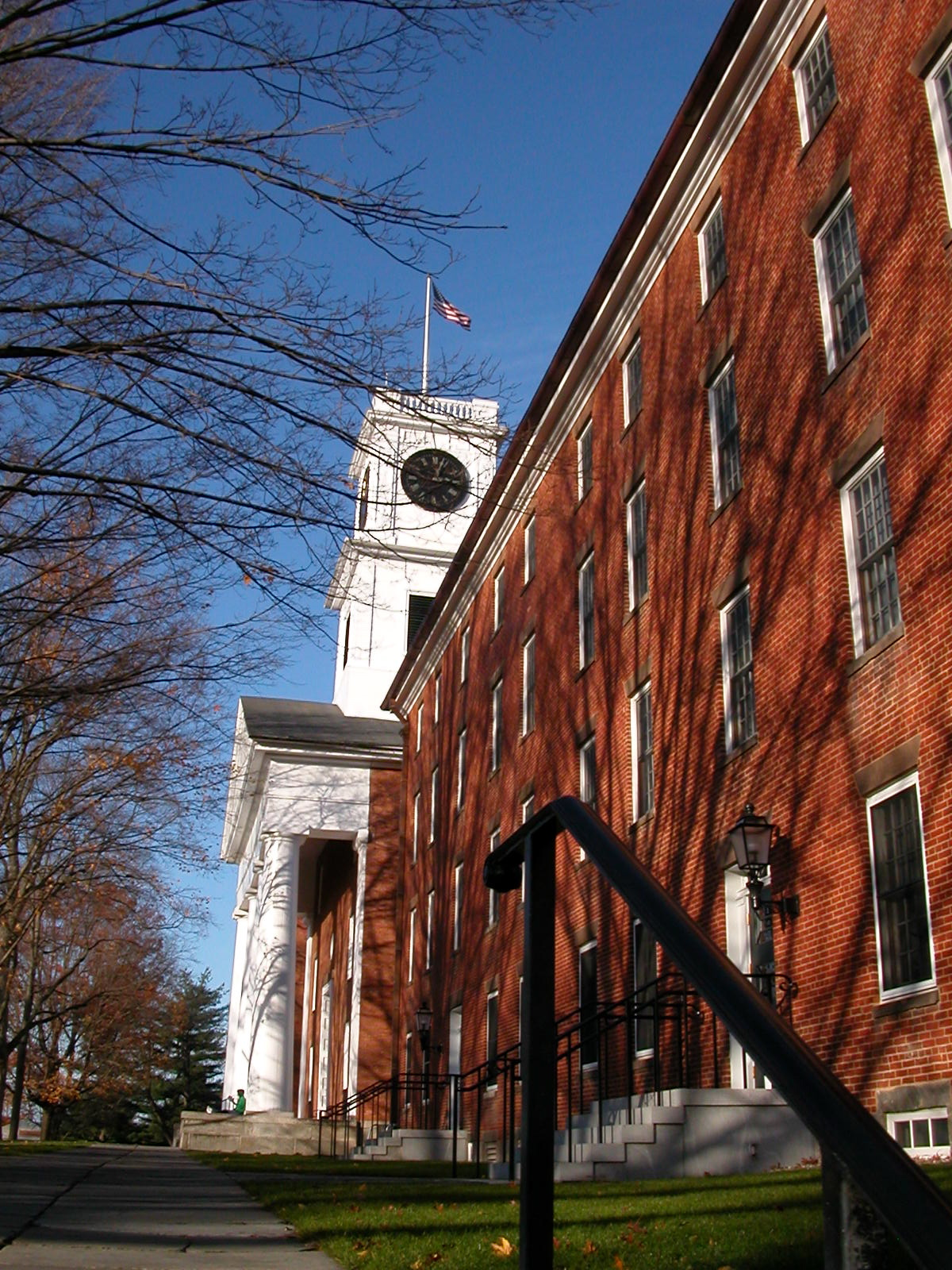
Amherst College: Wohnheim im typischen Backsteinstil
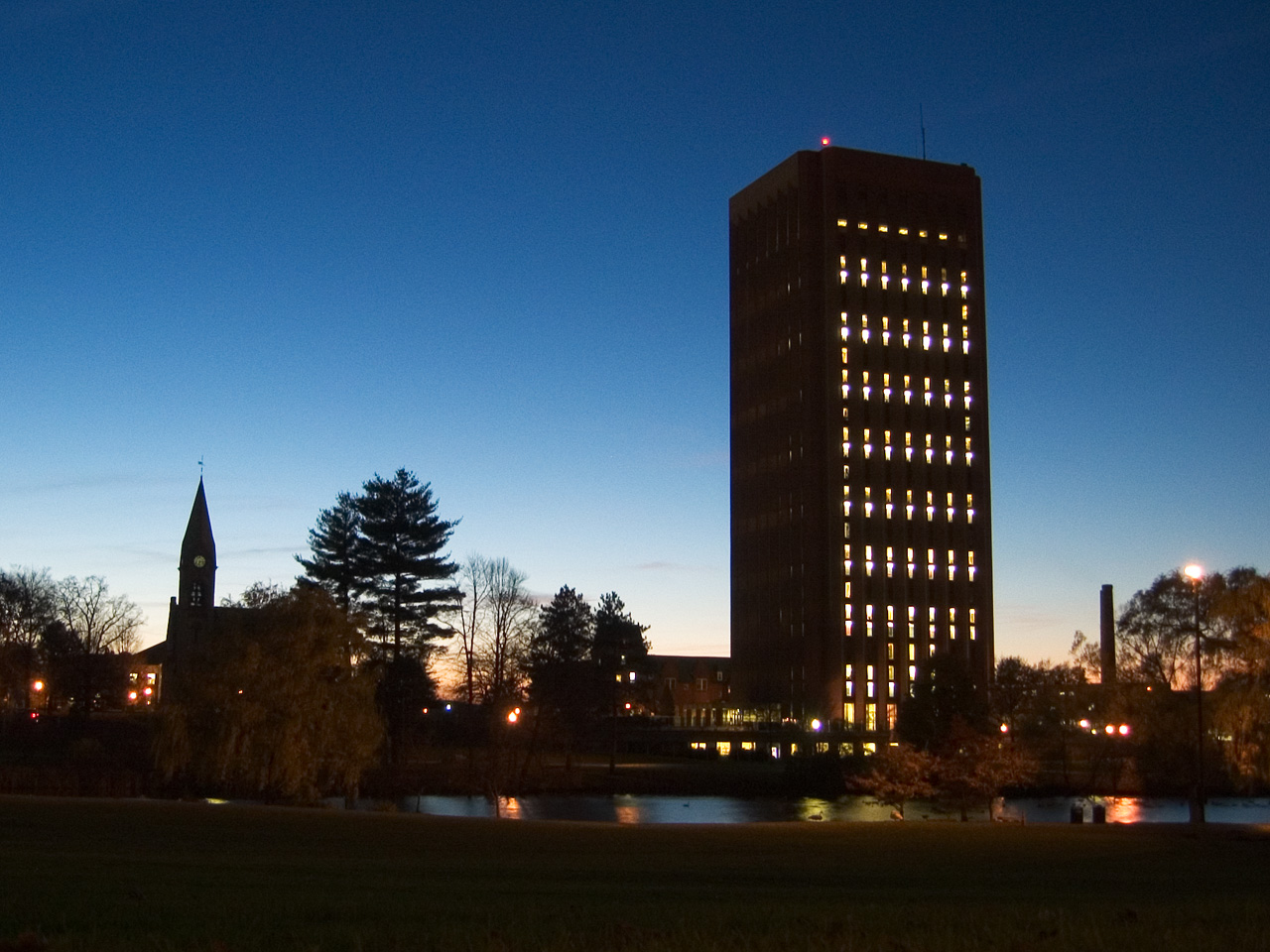
University of Massachusetts Amherst 2004: Kapelle und Bibliotheksturm
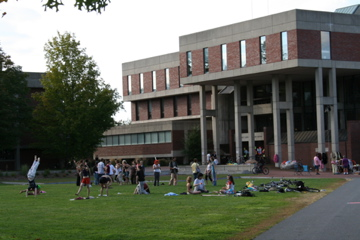
Hampshire College: Bibliothek

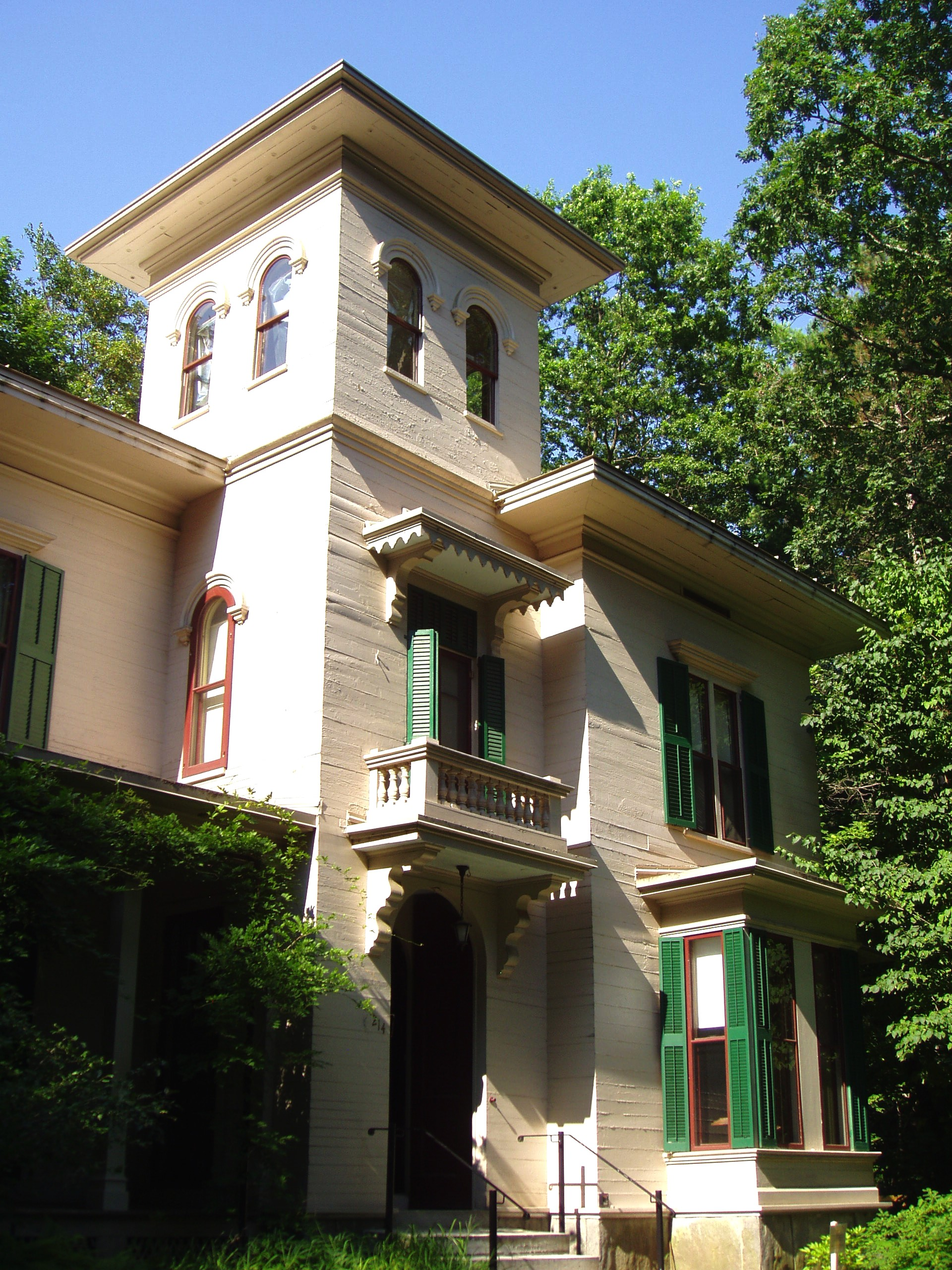
Haus von Emily Dickinsons Bruder, Teil des Emily-Dickinson-Museums unmittelbar im Osten des Zentrums

## Das moderne Amherst
Amherst hat ein kleines Stadtzentrum, das neben einer zentralen Rasenfläche („Common“) vor allem zwei sich kreuzende Straßen mit ein paar Geschäften, Banken, Restaurants, wenigen Kneipen und einem Programmkino umfasst. Ein weiteres Zentrum besteht in North Amherst, etwa vier Kilometer nordnordwestlich des Zentrums von Amherst. Aufgrund strenger Bauvorschriften gibt es auf dem Stadtgebiet − mit Ausnahme der Hochschulen – kaum mehrstöckige Gebäude; größere Geschäfte sind fast ausnahmslos jenseits der Stadtgrenze zu Hadley angesiedelt.
Die drei Hochschulen, vor allem die University of Massachusetts, prägen die Stadt: Sie sind nicht nur wichtige Arbeitgeber und beeinflussen das junge Durchschnittsalter der Einwohner. Sie bestimmen auch das kulturelle Leben von Amherst. Denn obgleich von der Stadt selbst aus relativ wenig kulturelle Veranstaltungen angeboten werden, wird die Gegend durch die universitären Ereignisse – meist von und/oder für Studenten organisiert – „mitversorgt“. Einen Anziehungspunkt für abendliche Unternehmungen (Kneipen, Restaurants, einige kleinere Konzerte) bildet daneben die Kleinstadt Northampton westlich der Stadt.
Aufgrund der im Stadtgebiet und in der Umgebung angesiedelten Hochschulen („Five Colleges“) ist Amherst Mittelpunkt eines für eine amerikanische Kleinstadt seiner Größe ungewöhnlich guten Netzes von Buslinien zu den benachbarten Orten einschließlich Northampton; die Buslinien werden fast ausnahmslos von den Hochschulen betrieben. In Amherst liegt außerdem ein Amtrak-Bahnhof, der Amherst an die etwa 30 Kilometer weiter südlich liegende Stadt Springfield und im Norden an Vermont anbindet (Bahnstrecke „Vermonter“). Eine früher außerdem bestehende Bahnstrecke von Northampton über Amherst nach Osten wurde stillgelegt und zu einem Fahrradweg umgebaut.

## Demographie
Die kleine Stadt zeichnet sich allgemein durch einen hohen Anteil von Akademikern aus.
Die Volkszählung im Jahr 2000 bezog zudem auch viele Studenten ein, die in den Universitätsferien (über Weihnachten und ca. Juni bis August) zum Teil die Stadt verlassen. Demnach lebten in Amherst 34.874 Menschen. Davon wohnten 12.423 Personen in Sammelunterkünften (insbesondere also Studentenwohnheimen), die anderen Einwohner lebten in 9.174 Haushalten und 4.550 Familien. Die Bevölkerungsdichte betrug 486 Einwohner pro Quadratkilometer; erfasst wurden 9.427 Wohneinheiten. Die Bevölkerung setzte sich zusammen aus 79,33 % weißer Bevölkerung, 6,19 % Latinos (Einwohner lateinamerikanischer Abstammung), 5,10 % Afroamerikanern, 0,21 % Indianern, 9,02 % Asiaten, 0,09 % Bewohnern aus dem pazifischen Inselraum und 2,89 % Mitgliedern anderer ethnischer Gruppen; 3,35 % gaben die Abstammung von mehreren Ethnien an.
Von den 9.174 Haushalten hatten 27,0 % Kinder, die mit ihnen zusammen lebten. 36,4 % waren verheiratete, zusammenlebende Paare, 10,8 % waren allein erziehende Mütter, und 50,4 % lebten ohne Kinder. 28,6 % waren Singlehaushalte und in 8,6 % lebten Menschen im Alter von 65 Jahren oder darüber. Die durchschnittliche Haushaltsgröße betrug 2,45, die durchschnittliche Familiengröße 2,97 Personen.
Nach den Zahlen von 2000 verteilte sich die Bevölkerung auf 12,8 % unter 18 Jahren, 50,0 % von 18 bis 24 Jahren, 17,2 % von 25 bis 44 Jahren, 13,4 % von 45 bis 64 Jahren und 6,6 % von 65 Jahren oder älter. Der Altersmedian (ähnlich einem Durchschnitt) betrug 22 Jahre. Auf 100 weibliche Personen kamen 92,6 männliche Personen und auf 100 erwachsene Frauen ab 18 Jahren kamen 90,8 Männer.
Der Median der Haushaltseinkommen betrug der Volkszählung zufolge 40.017 US-$, das Durchschnittseinkommen einer Familie 61.237 $. Männer hatten ein Durchschnittseinkommen von 44.795 $, Frauen 32.672 $. Das Pro-Kopf-Einkommen betrug 17.427 $. Unter der Armutsgrenze lebten 7,2 % der Familien und 20,2 % der Einwohner, darunter 9,3 % der Einwohner unter 18 Jahren und 3,5 % der Einwohner im Alter von 65 Jahren oder älter.
Die folgende Tabelle listet die Bevölkerungszahlen von Amherst seit 1790 gemäß den Ergebnissen der Volkszählungen 1790 bis 2010.
| Jahr | Einwohner |
| ---- | --------- |
| 1790 | 1.233     |
| 1800 | 1.258     |
| 1810 | 1.469     |
| 1820 | 1.917     |
| 1830 | 2.631     |
| 1840 | 2.550     |
| 1850 | 3.057     |
| 1860 | 3.206     |

| Jahr | Einwohner |
| ---- | --------- |
| 1870 | 4.035     |
| 1880 | 4.298     |
| 1890 | 4.512     |
| 1900 | 5.028     |
| 1910 | 5.112     |
| 1920 | 5.550     |
| 1930 | 5.888     |
| 1940 | 6.410     |

| Jahr | Einwohner |
| ---- | --------- |
| 1950 | 10.856    |
| 1960 | 13.718    |
| 1970 | 26.331    |
| 1980 | 33.229    |
| 1990 | 35.228    |
| 2000 | 34.874    |
| 2010 | 37.819    |
| 2020 | 39.263    |

## Sehenswürdigkeiten

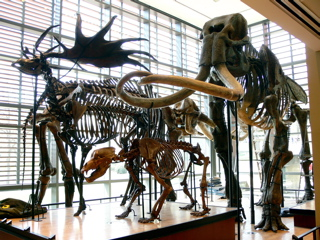
Das Naturkundemuseum des Amherst College

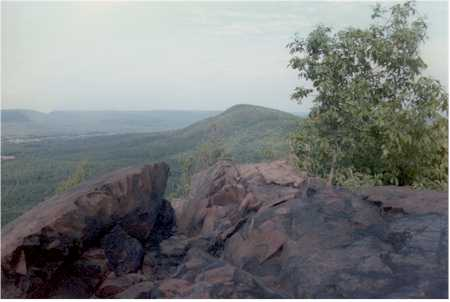
Blick vom Bare Mountain des Mount Holyoke Range nach Westen

Vor allem die Hochschulen und ihre Studenten ziehen Besucher an, die sich vor allem aus Eltern, Angehörigen und Freunden oder Ehemaligen der Hochschulen zusammensetzen. Als architektonisch und landschaftlich „schön“ wird von Besuchern vor allem die Anlage des Amherst College empfunden, wohingegen jene Gebäude der University of Massachusetts Amherst, die von namhaften Architekten errichtet wurden, in ihrem 1960er- und frühen 1970er-Jahre-(Beton-)Stil heute nicht mehr dem populären Geschmack entsprechen.
Daneben kommen Touristen vor allem auf den Spuren von Emily Dickinson (siehe unten) nach Amherst. Die Gebäude, in denen Dickinson („Dickinson Homestead“) und die Familie ihres Bruders Austin lebten, sind noch erhalten und können besichtigt werden. Die Einrichtung von Emily Dickinson befindet sich allerdings vollständig im Eigentum der Harvard University in Cambridge; im Haus des Bruders wurden hingegen Einrichtungsstücke und großenteils sogar die Tapeten erhalten. Auch Emily Dickinsons Grab (siehe unten) kann auf dem alten Friedhof von Amherst besichtigt werden.
Museen sind außerdem an den Hochschulen untergebracht. Auf dem Gelände des Amherst College steht das Naturkunde-Museum Amherst College Museum of Natural History. Das kostenlos zugängliche Museum geht auf eine Gründung von 1855 und Sammlungen seit den 1830er-Jahren zurück und stellt in seiner Haupthalle unter anderem Säugetierskelette aus der Eiszeit aus. Auf dem Boden des Hampshire College ist das 2002 eröffnete Eric-Carle-Museum für Bilderbuchkunst (The Eric Carle Museum of Picture Book Art) untergebracht, das vom Bilderbuchautor Eric Carle (Autor der kleinen Raupe Nimmersatt) mitgegründet wurde, der etwa 30 Jahre lang im nahen Northampton gelebt hatte. Die 4000 Quadratmeter Ausstellungsfläche des Museums zogen von seiner Eröffnung im November 2002 bis spätestens April 2008 mehr als 325.000 Besucher an.
Nicht zugänglich ist die Theodore Baird Residence, ein vom Architekten Frank Lloyd Wright entworfenes Privathaus im Süden Amhersts (Lage auf der Shays Street, 42° 21′ 1,3″ N, 72° 31′ 5,6″ W). 1938 bis 1940 für einen Englischprofessor des Amherst College, Theodore Baird, erbaut, zeichnet sich das Gebäude in Wrights Usonia-Stil äußerlich durch eine Backsteinfassade und Flachdach aus; innen ist das Heizsystem beachtenswert, bei dem Heißwasserrohre die Wärme durch einen Betonboden transportieren. Das Haus, das am 3. Januar 1985 in das National Register of Historic Places der USA aufgenommen wurde, wird derzeit von einem Professor der University of Massachusetts bewohnt.
Zu Amherst gehört auch ein Teil von zwei sich über die Stadtgrenzen hinaus erstreckenden State Parks auf dem Gelände der bis zu 310 Meter (1020 Fuß) niedrigen „Bergkette“ Mount Holyoke Range im Süden des Stadtgebiets. Der Mount Holyoke Range, über deren höchste Punkte der überregionale Metacomet-Monadnock-Wanderweg verläuft, wird als Naherholungsgebiet vor allem von Wanderern, aber auch von Mountainbike-Fahrern und im Winter von Skilangläufern oder Schneeschuhwanderern genutzt.

## Schulen
Zu Hochschulen siehe Abschnitt „Hochschulen“
Amherst hat derzeit (Stand 2010) drei Grundschulen (elementary schools). Bis 2008 oder 2009 hatte die Stadt noch vier Grundschulen gehabt. Deren kleinste wurde jedoch trotz guter Testwerte der Schüler geschlossen, als die Stadt eine Schule einsparen wollte. Die Schule war direkt im Norden der University of Massachusetts Amherst, neben den Erziehungswissenschaften (School of Education), angesiedelt gewesen; ihre Schülerschaft hatte einen besonders hohen Ausländeranteil aufgewiesen, da viele Eltern ausländische Studenten bzw. Doktoranden waren. Seither gibt es im Schuldistrikt Amherst-Pelham nur noch vier Grundschulen (drei in Amherst und eine in Pelham).
Amherst hat eine Mittelschule (junior high school), die Amherst Regional Middle School, kurz ARMS. Sie ist die einzige Mittelschule im Schuldistrikt Amherst-Pelham (sog. Amherst Regional Public Schools) und wird von Schülern auf Amherst, Pelham, Leverett und Shutesbury besucht.
Die Amherst Regional High School, kurz ARHS, ist die einzige Highschool des Schuldistrikts Amherst-Pelham und hat, wie die Mittelschule (siehe dort) Schüler aus Amherst und umliegenden Orten. Landesweite Schlagzeilen machte die Schule im Jahr 2004 mit der Aufführung der Vagina-Monologe, einem Theaterstück aus Monologen von Frauen über Themen wie sexuelle Erfahrungen und Vergewaltigungen; Schüler unter 17 Jahren brauchten für den Besuch der Vorstellung zwar eine schriftliche Erlaubnis ihrer Eltern, aber konservative Stimmen einschließlich des reißerischen TV-Moderators Bill O’Reilly kritisierten dennoch, die Schüler seien für die Themen des Stücks noch zu jung.
Die Sportmannschaften der Highschool, die Hurricanes, tun sich besonders im Ultimate Frisbee hervor, wo Mädchen- wie Jungen-Mannschaften mehrfach US-Meisterschaften gewannen. Meistertitel im Staat Massachusetts gewann die Schule außerdem im Crosslauf (7 Mädchen-Titel zwischen 1990 und 2006/2007 und ein Jungen-Titel 2001), im Basketball (Mädchen 1992/1993, Jungen 2003) und im Baseball (bislang einziger Jungen-Titel 2010). Die Mädchen-Basketball-Mannschaft von 1992/1993 bildete außerdem die Grundlage für Madeleine Blais’ Buch In These Girls, Hope Is a Muscle (1995), das einer der Finalisten für den National Book Critics Circle Award im Bereich non-fiction (vgl. Sachbuch) wurde. Die wohl international bekannteste ehemalige Schülerin ist Schauspielerin Uma Thurman, die einen Teil ihrer Highschool-Zeit in Amherst verbrachte.

## Persönlichkeiten
1812 zog Noah Webster mit seiner Familie nach Amherst. Webster arbeitete in dieser Zeit bereits am An American Dictionary of the English Language, jenem Wörterbuch, mit dem er berühmt werden und die Grundlage für das heutige Standardwerk Merriam-Webster legen sollte. 1820 war Webster an der Gründung des Amherst College beteiligt.
1830 wurde an der zentralen Main Street die für die englische Dichtung bedeutende Dichterin Emily Dickinson als Tochter des Rechtsanwalts und späteren Angehörigen des US-Repräsentantenhauses Edward Dickinson geboren. Sie verbrachte, abgesehen von ihrem Studium am Vorläufer des Mount Holyoke College im benachbarten South Hadley, fast ihr ganzes Leben in Amherst und wurde nach ihrem Tod 1886 in einem Familiengrab auf dem Friedhof der Stadt begraben. Da Dickinson zeit ihres Lebens fast nichts veröffentlichte und nur wenig in die Öffentlichkeit ging, blieben ihre Spuren in der Stadt allerdings auf ihr Wohnhaus (Dickinson Homestead) beschränkt.
1942 wurde der Animator Eli Noyes, 1965 der Musiker J Mascis und 1975 der Radrennfahrer Jonathan Hamblen in Amherst geboren. Die Schauspielerin Uma Thurman verbrachte in Amherst einen Teil ihrer Jugend. Der Theater- und Filmschauspieler Ebon Moss-Bachrach kam 1977 in Amherst zur Welt.
Weitere Persönlichkeiten zogen aufgrund der Universitäten nach Amherst. Dazu gehören der Dichter Robert Frost (1874–1963), der von 1916 bis 1938 Englischprofessor am Amherst College arbeitete und Namenspate der heutigen Bibliothek der Hochschule ist, sein Schüler Robert Francis (1901–1987) und die Pulitzer-Preisträgerin und Professorin an der University of Massachusetts, Madeleine Blais, mit ihrem als Schriftsteller arbeitenden Ehemann John Katzenbach.